# 페크다
페크다 또는 큰곰자리 감마(γ UMa)는 큰곰자리 방향에 있는 항성이다. 1943년 이후 이 별의 스펙트럼은 다른 항성의 분광형을 분류하는 안정적인 기준점 역할을 해 왔다. 히파르코스 측성 위성의 시차 측정치에 따르면 이 별은 태양으로부터 83.2 광년(25.5 파섹) 떨어져 있다.
이 별은 북반구 관측자들이 보았을 때, 두베(우측 위), 메라크(우측 하단), 메그레즈(좌측 상단)와 함께 북두칠성의 왼쪽 아래 부분을 차지하는 별이다. 큰곰자리의 다른 네 별과 함께 페크다는 산개 성단 큰곰자리 이동성군의 구성원이다. 성단 내의 다른 별들과 같이 이 별은 태양보다 좀 더 뜨겁고 밝을 뿐 엄연한 주계열성이다.
페크다는 유명한 미자르-알코르 항성계와 상대적으로 가까이 자리잡고 있다. 둘 사이 거리는 대략 8.55 광년(2.62 파섹) 정도이다. 큰곰자리 베타 또한 페크다로부터 11.0 광년(3.4 파섹)밖에 떨어져 있지 않다.

## 명칭
큰곰자리 감마는 바이어 명명법에 따른 명칭이다.
전통적으로 불려오던 고유명칭은 페크다 또는 파드가 있으며 이 둘은 아랍어 구문 فخذ الدب (파크스 알-두브, '곰의 넓적다리')에서 유래했다. 2016년 국제천문연맹은 항성의 고유명칭을 정리 및 목록화할 목적으로 산하에 항성명칭심의위원회(WGSN)를 조직했다. WGSN은 2016년 7월 첫 번째 심의결과를 발표하였으며 발표된 고시문에 페크다가 포함되었다.
힌두교인들은 이 별을 일곱 리쉬 중 한 명인 '풀라스티아'로 부른다.
동아시아 별자리에서 페크다는 북두(北斗, 북쪽의 국자)에 속해 있으며 북두는 페크다, 큰곰자리 알파, 베타, 델타, 엡실론, 제타, 에타의 일곱 별로 구성되어 있다. 이 중 페크다 하나를 별도로 부르는 명칭은 북두삼(北斗三, 북두에서 세 번째 별) 또는 천기(天璣)이다.

## 물리적 특성

DSS2 전천관측(全天觀測)에서 촬영한 페크다.

가스 외피가 항성 주변을 둘러싸 이것이 스펙트럼상에 방출선을 만드는 별을 Ae 별이라고 하는데 페크다 역시 이런 속성을 지니고 있어 분광형 뒤에 'e'가 붙는다.(A0 Ve) 질량은 태양의 2.6 배에 반지름은 세 배이며 바깥쪽 대기의 유효온도는 9355 켈빈에 이른다. 페크다는 빠르게 회전하고 있는데 그 속도는 1초에 178 킬로미터 수준이다. 별의 각지름은 0.92 밀리초각이며 나이는 대략 3억 년 정도일 것으로 예측한다.
페크다는 측성쌍성으로 짝별은 주기적으로 Ae형의 주인별을 흔들어 주인별이 질량 중심의 주변을 왔다갔다하게 만든다. 이 현상으로부터 쌍성 구성원들의 1 공전주기는 20.5년으로 계산되었다. 짝별은 K형 분광형의 주계열성으로 질량은 태양의 0.79 배에 표면 온도는 4780 켈빈이다.